# Siddaramaiah

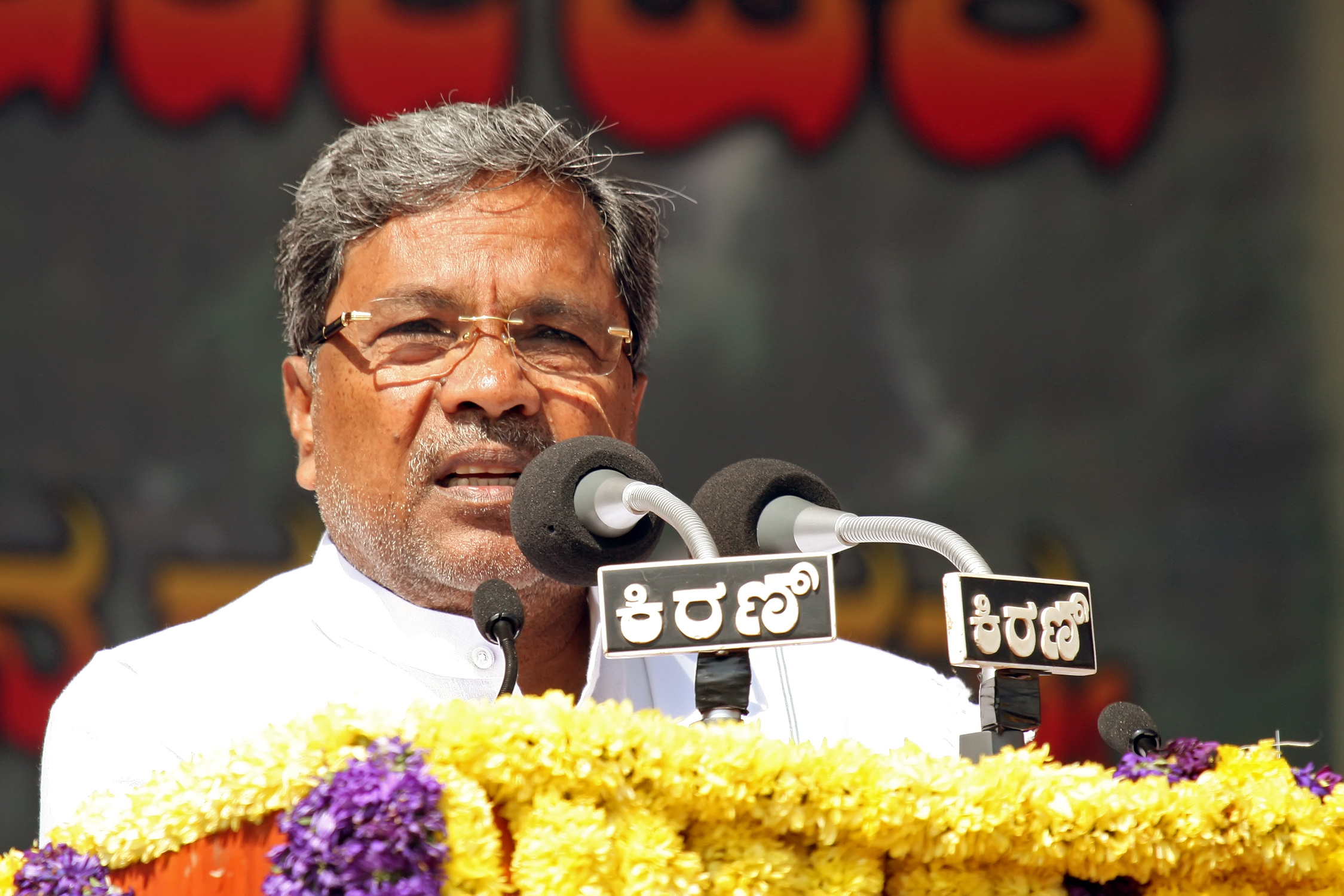
Siddaramaiah (2013)

Siddaramaiah (Kannada: ಸಿದ್ದರಾಮಯ್ಯ; * 12. August 1948 in Siddaramanahundi, Distrikt Mysuru) ist ein indischer Politiker (Kongresspartei). Er war von 2013 bis 2018 Chief Minister (Regierungschef) des Bundesstaates Karnataka. Seit 2006 gehört er der Kongresspartei an, zuvor war er Mitglied der Parteien Janata Party, Janata Dal und Janata Dal (Secular).

## Herkunft und Beginn der politischen Karriere
Siddaramaiah wurde am 12. August 1948 im Dorf Siddaramanahundi im Distrikt Mysuru in Südkarnataka in eine arme Bauernfamilie geboren. Er gehört zur Kaste der Kuruba, einer in der traditionellen Kastenhierarchie niedrigstehenden, aber zahlenmäßig starken Hirtenkaste. In der stark von Kastenloyalitäten geprägten Politik Karnatakas genießt Siddaramaiah die Unterstützung der Kuruba-Kaste. Der aus einer Hindu-Familie stammende Siddaramaiah bezeichnet sich selbst als Atheist, was ihn aber nicht von öffentlichen Tempelbesuchen abhält.
Siddaramaiah studierte Rechtswissenschaften an der Mysore University und arbeitete danach als Rechtsanwalt. Seine politische Karriere begann, als er 1983 erstmals als unabhängiger Kandidat in das Parlament Karnakatas gewählt wurde. Wenig später trat er in die regierende Janata Party ein, aus der 1988 die Janata Dal (JD) hervorging. Bei der Neuwahl 1985 verteidigte Siddaramaiah seinen Parlamentssitz und diente daraufhin in der Regierung Ramakrishna Hegdes als Minister für Tierzucht und Veterinärleistungen. Bei der Parlamentswahl 1989 verlor Siddaramaiah seinen Wahlkreis, 1994 gelang ihm aber der Wiedereinzug. In der Regierung H. D. Deve Gowdas bekleidete er das Amt des Finanzministers. Als Deve Gowda 1996 zum gesamtindischen Premierminister berufen wurde, galt Siddaramaiah als Nachfolgekandidat für das Amt des Chief Ministers in Karnataka, konnte sich aber nicht gegen J. H. Patel durchsetzen. Als sich die Janata Dal 1999 spaltete, schloss sich Siddaramaiah der Janata Dal (Secular) (JD(S)) an. Bei der nächsten Wahl 1999 verlor er seinen Wahlkreis wieder, konnte ihn 2004 aber zurückerobern.
2005 wurde Siddaramaiah aus der JD(S) ausgeschlossen, nachdem er sich mit H. D. Deve Gowda, der seinen Sohn H. D. Kumaraswamy protegierte, überworfen hatte. Ein Jahr später schloss sich Siddaramaiah der Kongresspartei an, für die er 2007 in einer Nachwahl ins Parlament Karnatakas gewählt wurde. Bei den Wahlen 2008 und 2013 wurde er wiedergewählt. Nach dem Wahlsieg der Kongresspartei 2013 setzte sich Siddaramaiah im parteiinternen Rennen um das Amt des neuen Chief Ministers gegen den Unionsminister Mallikarjun Kharge durch. Am 13. Mai 2013 wurde er als Chief Minister Karnatakas vereidigt.

## Als Chief Minister (2013–2018)

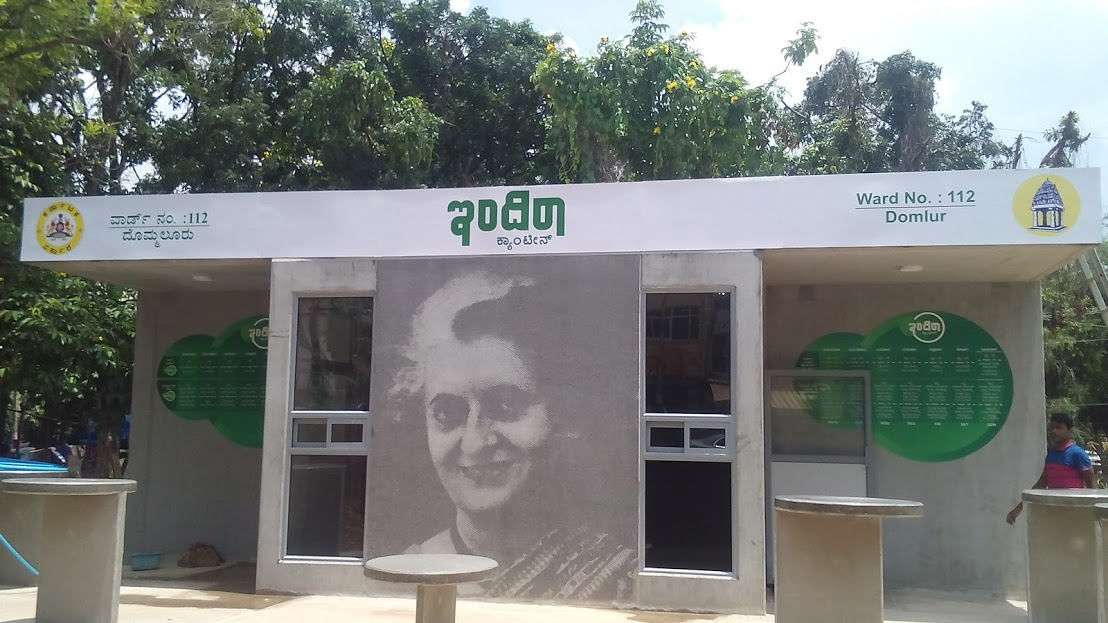
Eine Indira-Kantine in Bangalore

Während seiner Amtszeit als Chief Minister vertrat Siddaramaiah eine populistische Wohlfahrtspolitik. Unter dem Schlagwort Bhagya („Wohlfahrt“) führte die Siddaramaiah-Regierung eine Vielzahl von Programmen zugunsten der sozial Benachteiligten ein. Wenige Stunden nach seinem Amtsantritt kündigte Siddaramaiah die Verteilung von kostenlosem Reis an die ärmeren Bevölkerungsschichten an. Es folgten unter anderem kostenlose Gesundheitsversorgung, Schuhe, Schulbücher, Milch, Fahrräder, Laptops und Zahnersatze. Nach dem Vorbild der von der Politikerin J. Jayalalithaa im Nachbarbundesstaat Tamil Nadu eingeführten „Amma-Kantinen“ entstanden in Karnataka ab 2017 „Indira-Kantinen“ (benannt nach Indira Gandhi), staatlich betriebene Restaurants, die Speisen zu stark subventionierten Preisen anbieten. Siddaramaiahs Wohlfahrtsmaßnahmen verschlangen geschätzt 40 Prozent des Haushalts des Bundesstaates.
Neben seiner Wohlfahrtspolitik setzte sich Siddaramaiah für den Regionalismus ein und betonte die eigenständige Identität der Einwohner Karnatakas. Er sprach sich wiederholt für den Gebrauch der lokalen Sprache Kannada und gegen das nordindische Hindi aus. Im Juli 2017 forderte er etwa, die Hindi-Beschriftung von der Beschilderung der Metro Bangalore zu entfernen. Im März 2018 führte die Siddaramaiah-Regierung eine eigene Flagge für den Bundesstaat Karnataka ein. Ebenfalls im März 2018 verlieh die Regierung Siddaramaiahs der in Karnataka stark vertretenen Kaste der Lingayats offiziell den Status einer separaten Religionsgemeinschaft. Damit kam er einer lang anhaltenden Forderung von Teilen der Lingayat-Gemeinschaft nach, die in den Lehren des Dichterheiligen Basavanna, denen die Lingayats anhängen, eine eigene, vom Hinduismus verschiedene Religion sehen. Siddaramaiahs Entscheidung wurde vielfach als Versuch gesehen, sich im Vorfeld der anstehenden Bundesstaatswahlen die Stimmen der politisch Einflussreichen Lingayat-Kaste zu sichern.
Anders als erwartet, gelang es Siddaramaiah nicht, sich durch seine populistische Politik die Wiederwahl bei der Bundesstaatswahl in Karnataka 2018 zu sichern. Als Ergebnis der Wahl wurde die hindunationalistische Bharatiya Janata Party (BJP) stärkste Partei, ohne jedoch eine absolute Mehrheit zu erringen. Die Kongresspartei ging abgeschlagen als zweitstärkste Partei aus der Wahl hervor. Siddaramaiah selbst war in zwei Wahlkreisen gleichzeitig zur Wahl angetreten, von denen er nur einen gewinnen konnte. Als Ergebnis der Wahl reichte er am 15. Mai 2018 seinen Rücktritt vom Amt des Chief Ministers ein. Nach Ansicht von Analysten erwies sich die Anerkennung der Lingayats als eigene Religionsgemeinschaft als Eigentor. Der Kongresspartei gelang es nicht, in erwünschtem Maße Stimmen bei den Lingayats dazuzugewinnen. Gleichzeitig führte Siddaramaiahs Einsatz für die Lingayats dazu, dass sich die einflussreiche Kastengruppe der Vokkaligas, die traditionell mit den Lingayats konkurriert, von der Kongresspartei abwandte.